# Lestodiplosis asphodeli
Lestodiplosis asphodeli är en tvåvingeart som beskrevs av Barnes 1935. Lestodiplosis asphodeli ingår i släktet Lestodiplosis och familjen gallmyggor.
Artens utbredningsområde är Italien. Inga underarter finns listade i Catalogue of Life.